# Хейзелтон (тауншип, округ Китсон, Миннесота)
Хейзелтон (англ. Hazelton) — тауншип в округе Китсон, Миннесота, США. На 2000 год его население составило 99 человек.

## География
По данным Бюро переписи населения США площадь тауншипа составляет 93,2 км², из которых 93,2 км² занимает суша, водоёмов нет.

## Демография
По данным переписи населения 2000 года здесь находились 99 человек, 43 домохозяйства и 26 семей. Плотность населения —  1,1 чел./км². На территории тауншипа расположено 56 построек со средней плотностью 0,6 построек на один квадратный километр. Расовый состав населения: 100,00 % белых. Испанцы или латиноамериканцы любой расы составляли 2,02 % от популяции тауншипа.
Из 43 домохозяйств в 27,9 % воспитывались дети до 18 лет, в 53,5 % проживали супружеские пары, в 2,3 % проживали незамужние женщины и в 39,5 % домохозяйств проживали несемейные люди. 32,6 % домохозяйств состояли из одного человека, при том 9,3 % из — одиноких пожилых людей старше 65 лет. Средний размер домохозяйства — 2,30, а семьи — 2,81 человека.
24,2 % населения — младше 18 лет, 6,1 % — в возрасте от 18 до 24 лет, 28,3 % — от 25 до 44, 25,3 % — от 45 до 64, и 16,2 % — старше 65 лет. Средний возраст — 40 лет. На каждые 100 женщин приходилось 135,7 мужчин. На каждые 100 женщин старше 18 приходилось 120,6 мужчин.
Средний годовой доход домохозяйства составлял 37 188 долларов, а средний годовой доход семьи —  40 833 доллара. Средний доход мужчин —  36 250  долларов, в то время как у женщин — 21 250. Доход на душу населения составил 18 658 долларов. За чертой бедности не находились ни одна семья и ни один человек.